# Qingsongita
La qingsongita és un mineral de la classe dels elements natius. Rep el seu nom del Dr. Qingsong Fang (1939-2010), professor a l'institut de geologia de la Chinese Academy of Geological Sciences, qui va descobrir els primers diamants al Tibet a finals dels anys 70.

## Característiques
La qingsongita és l'anàleg en estat natural de la forma cúbica del nitrur de bor, sent la seva fórmula química BN. Cristal·litza en el sistema isomètric. La seva duresa a l'escala de Mohs es troba entre 9 i 10, sent un mineral molt dur. La forma artificial d'aquest nitrur (anomenada "borazon") es fa servir de manera industrial com a abrasiu, d'ençà que va ser sintetitzada l'any 1957, 52 anys abans que fos trobada de manera natural a la naturalesa l'any 2009. Va ser aprovada per l'Associació Mineralògica Internacional com a espècie vàlida l'any 2013. És l'únic mineral de bor que es coneix que es forma a les profunditats del mantell de la Terra.

## Formació i jaciments
Se n'ha trobat en ofiolites, derivades de ~300 quilòmetres de profunditat en el mantell de la Terra, a les cromitites de Luobusha (Regió Autònoma del Tibet, República Popular de la Xina). Sol trobar-se associada a altres minerals com: osbornita, cianita o coesita.